# A tutto c'è un limite
A tutto c'è un limite (Pappy's Puppy) è un film del 1955 diretto da Friz Freleng. È un cortometraggio animato della serie Merrie Melodies, prodotto dalla Warner Bros. e uscito negli Stati Uniti il 20 agosto 1955. I protagonisti del cartone animato sono gatto Silvestro, Ettore il Bulldog e Drunken Stork in un cameo. In questo cortometraggio Ettore il Bulldog è chiamato Butch.